# Kotaro Fukuoka
Kotaro Fukuoka (福岡航太朗?, Fukuoka Kotaro; Tokyo, 22 dicembre 2005) è un giocatore di go giapponese.
Allievo di Hon Seisen e affiliato alla Nihon Ki-in, ha raggiunto il 7º dan.

## Biografia
Si interessò al Go all'età di quattro anni, quando vide una tavola da Go a casa del nonno, e iniziò a frequentare un club di Go. Mentre frequentava la seconda classe della scuola primaria, si unì al Dojo Hong gestito da Hon Seisen. Nel dicembre 2014, vinse il 4º Torneo Kisei dei bambini. Si trasferì da solo in Corea del Sud per imparare il Go in quarta elementare con l'aiuto di Hon, anche perché i suoi genitori volevano che diventasse il migliore al mondo nel Go.. Pur non conoscendo la lingua, fu in grado di capire il coreano circa tre mesi dopo aver studiato in Corea.
Ha partecipato anche a tornei giapponesi di Go per ragazzi: nell'agosto 2015, mentre frequentava la quarta elementare, si è classificato secondo nel 36º Torneo di Go per ragazzi e ragazze; nel dicembre 2016, ha vinto il 6º Torneo Kisei per bambini per studenti delle scuole superiori; nel marzo 2017, ha vinto il 20º Torneo Honinbo Junior. Di contro, non ha nemmeno superato i turni di qualificazione in entrambi gli esami di reclutamento professionale che ha sostenuto; per questo motivo, è diventato un insei presso l'istituto principale della Nihon Ki-in di Tokyo quando era al primo anno di scuola media. Nel novembre 2018, ha superato l'esame di reclutamento professionale principale invernale con 11 vittorie e 4 sconfitte, arrivando secondo dietro a Hirohito Toyoda, che ha vinto 13-2, e ha deciso di entrare nei ranghi dei professionisti.
Ha iniziato ufficialmente la sua carriera nell'aprile 2019, debuttando all'età di 13 anni e 3 mesi, rendendolo all'epoca l'ottavo più giovane professionista della storia giapponese. Tra il 2019 e il 2020 ha vinto dei tornei professionistici riservati ai giovani.
Nel 2021, ha vinto il torneo preliminare nel 46° Kisei ed è avanzato alla Lega C; è stato il più giovane giocatore di sempre ad avanzare alla Lega C all'età di 15 anni e 4 mesi, ma il suo record è stato battuto tre giorni dopo da Sumire Nakamura (12 anni e 2 mesi). Ha anche rappresentato il Giappone nel 3° Jieping Cup Go Masters, un torneo internazionale di Go a squadre, contribuendo alla prima vittoria del Giappone.
Nel 2022, nel 47° Gosei, la sua prima apparizione nel torneo principale di una delle Sette Corone, ha sconfitto Cho U 9-dan al primo turno e Shinji Takao 9-dan al secondo turno, per perdere poi nei quarti di finale contro Yoda Norimoto 9-dan, pur classificandosi tra i primi otto nel torneo principale. Alla 9ª edizione della Globis Cup, ha sconfitto successivamente giovani giocatori cinesi e coreani nei tornei preliminari e in quello principale e, pur perdendo in finale contro il cinese Wang Xinghao 7-dan, si è classificato secondo.
Nel 33° Ryusei del 2024, ha vinto tutte le sue partite nel blocco F. In finale ha vinto contro Iyama Yuta, che puntava al terzo titolo consecutivo. Con questa vittoria, è stato promosso a 7-dan. Per questo contributo, ha ricevuto il premio Principiante dell'Anno.
Nel 2025 ha partecipato come rappresentante giapponese alla Coppa Nanyang, uscendo al secondo turno.

## Titoli
| Nazionali      | Nazionali | Nazionali |
| Torneo         | Vittorie  | Finalista |
| -------------- | --------- | --------- |
| Ryusei         | 1 (2024)  |           |
| Internazionali |           |           |
| Torneo         | Vittorie  | Finalista |
| Globis Cup     |           | 1 (2022)  |
| Totale         | 1         | 1         |